# Haliplus mucronatus
Haliplus mucronatus is een keversoort uit de familie watertreders (Haliplidae). De wetenschappelijke naam van de soort is voor het eerst geldig gepubliceerd in 1828 door Stephens.